# Вячково (Ленинградская область)
Вячково — деревня в Усадищенском сельском поселении Волховского района Ленинградской области.

## История
На карте Санкт-Петербургской губернии Ф. Ф. Шуберта 1834 года упоминается деревня Вячково, состоящая из 38 крестьянских дворов.

ВЯЧКОВО — деревня принадлежит Казённому ведомству, число жителей по ревизии: 91 м. п., 89 ж. п. (1838 год)

Деревня Вячково из 38 дворов отмечена на карте Ф. Ф. Шуберта 1844 года.

ВЯЧКОВО — деревня казённая при колодце, число дворов — 47, число жителей: 121 м. п., 127 ж. п.; Часовня православная. (1862 год)

Сборник Центрального статистического комитета описывал её так:

ВЯЧЬКОВА — деревня бывшая государственная, дворов — 48, жителей — 233; Часовня, кожевенный завод, лавка. (1885 год)

Согласно епархиальным сведениям 1899 года деревня относилась к приходу Преображенской церкви (ранее Усадище-Спасовской, Михайловского погоста) в селе Заболотье.
В конце XIX — начале XX века деревня административно относилась к Усадище-Спассовской (Усадищской) волости 2-го стана Новоладожского уезда Санкт-Петербургской губернии.
По данным «Памятной книжки Санкт-Петербургской губернии» за 1905 год деревня называлась Вячьково и входила в Вячьковское сельское общество.

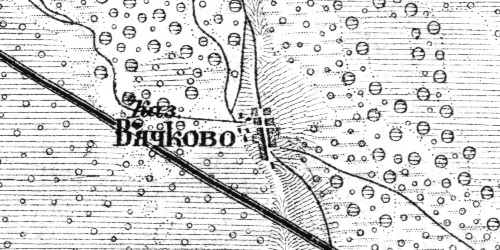
Деревня Вячково на карте 1915 года

Согласно военно-топографической карте Петроградской и Новгородской губерний издания 1915 года деревня называлась Вячково.
С 1917 по 1923 год деревня входила в состав Усадище-Спасовской волости Новоладожского уезда.
Согласно карте Петербургской губернии издания 1922 года деревня называлась Вячкова.
С 1923 года в составе Кукольского сельсовета Пролетарской волости Волховского уезда.
Согласно данным переписи населения СССР 1926 года в деревне Вячково проживали 294 человека — все русские.
С 1927 года в составе Волховского района.
В 1928 году население деревни также составляло 294 человека.
С 1930 года в составе Симановского сельсовета.
Согласно карте Ленинградской области Северо-западного аэрогеодезического треста ГГУ издания 1932 года деревня Вячково насчитывала 30 крестьянских дворов.
По данным 1933 года деревня Вячково входила в состав Симанковского сельсовета Волховского района.

План деревни Вячково. 1941 год

Согласно топографической карте РККА 1941 года деревня насчитывала 43 двора. 
С 1954 года в составе Плехановского сельсовета.
В 1958 году население деревни составляло 109 человек.
По данным 1966 года деревня Вячково также входила в состав Плехановского сельсовета.
По данным 1973 и 1990 годов деревня Вячково входила в состав Усадищенского сельсовета.
В 1997 году в деревне Вячково Усадищенской волости проживали 17 человек, в 2002 году — 13 человек (все русские).
В 2007 году в деревне Вячково Усадищенского СП — 9 человек.

## География
Деревня расположена в южной части района на автодороге 41К-402 (Куколь — Вячково — Мурманские Ворота), близ железнодорожной линии Волховстрой I — Вологда I.
Расстояние до административного центра поселения — 10 км.
Расстояние до железнодорожной станции Волховстрой-2 — 5 км. Ближайший остановочный пункт — платформа 131 км.

## Демография
| 1838 | 1862 | 1885 | 1997 | 2007 | 2010 | 2017 |
| ---- | ---- | ---- | ---- | ---- | ---- | ---- |
| 180  | ↗248 | ↘233 | ↘17  | ↘9   | ↘5   | ↗18  |

### Национальный состав
Согласно данным Всероссийской переписи населения 2021 года в деревне проживали 25 человек, все русские.

## Достопримечательности
Часовня Николая Чудотворца. Деревянная. Дата постройки неизвестна. Состояние плохое.